# عامل پوسیدگی ساقه
جیبرلا زِآ (Gibberella zeae)
جیبرلا زِآ (نام علمی: Gibberella zeae) یک قارچ میکروسکوپی است که به گیاهان، به‌ویژه محصولات استراتژیکی مانند گندم و جو، حمله می‌کند. این قارچ بیشتر با نام دیگر خود، فوزاریوم گرامیناروم (Fusarium graminearum)، شناخته می‌شود که به مرحله غیرجنسی آن اشاره دارد.
این قارچ عامل بیماری ویرانگری به نام «بادزدگی سنبله گندم» یا «بلایت فوزاریومی سنبله» (FHB) است. این بیماری هر ساله میلیاردها دلار به اقتصاد جهانی خسارت وارد می‌کند و یکی از جدی‌ترین تهدیدها برای امنیت غذایی به شمار می‌رود.

## تأثیر بر محصول و سلامتی
آلودگی به این قارچ دو پیامد خطرناک دارد:
۱. کاهش محصول: قارچ با حمله به سنبله، مانع از رشد طبیعی دانه‌ها شده و آن‌ها را پوک، چروکیده و سبک‌وزن می‌کند. این امر کیفیت و کمیت محصول را به شدت کاهش می‌دهد.
۲. تولید سموم خطرناک (مایکوتوکسین‌ها): به عنوان یک عامل بالقوه در بیوتروریسم کشاورزی شناخته می‌شود، می‌تواند بیماری «سرسفید» را در محصولات زراعی مانند گندم، جو، ذرت و برنج ایجاد کند و منجر به خسارات اقتصادی میلیاردی در سراسر جهان شود. همچنین مصرف غلات آلوده به آن سبب ایجاد مشکلات کبدی و نقص هنگام تولد شود. حتی دانه‌هایی که ظاهری سالم دارند نیز ممکن است به سموم قارچی به نام مایکوتوکسین‌ها آلوده باشند. دو مورد از مهم‌ترین این سموم عبارت‌اند از: * دئوکسی‌نیوالنول (DON): این سم که به آن «وومیتوکسین» (سم تهوع‌آور) نیز می‌گویند، فرایند ساخت پروتئین در سلول‌های بدن را مختل می‌کند. * زرالنون (Zearalenone): این سم ساختاری شبیه به هورمون زنانه استروژن دارد و می‌تواند باعث اختلالات جدی در سیستم تولیدمثل حیوانات شود.
مصرف غلات آلوده توسط دام‌ها منجر به علائمی مانند استفراغ، آسیب‌های کبدی و مشکلات باروری می‌شود. این سموم از طریق زنجیره غذایی (مثلاً مصرف نان یا ماکارونی آلوده) می‌توانند به انسان نیز منتقل شده و سلامتی او را به خطر اندازند.

### چالش‌ها و تحقیقات کنونی
با وجود تلاش‌های گسترده محققان در سراسر جهان، هنوز هیچ‌گونه گندم یا جویی که کاملاً در برابر این قارچ مقاوم باشد، پیدا نشده است. به همین دلیل، پژوهش‌های کنونی بر روی شناخت دقیق‌تر چرخه زندگی قارچ فوزاریوم گرامیناروم متمرکز شده‌اند. هدف اصلی این تحقیقات، شناسایی نقاط ضعف این قارچ است تا بتوان با استفاده از آن‌ها، قارچ‌کش‌های مؤثرتری تولید کرد و از محصولات کشاورزی در برابر این بیماری ویرانگر محافظت نمود.

### قاچاق به ایالت متحده امریکا
دو تبعه چینی، یون‌چینگ جیان (۳۳ ساله) و زونیونگ لیو (۳۴ ساله) ، زونیونگ لیو در حالی که این قارچ را در کیف خود مخفی کرده بود، در فرودگاه دیترویت، میشیگان بازداشت شد. ولی ادعا کرد که برای ملاقات دوست دخترش، یون‌چینگ به آمریکا آمده است.
یون‌چینگ جیان که عضو حزب کمونیست چین است، در دانشگاه میشیگان به عنوان پژوهشگر فوق‌دکترا کار می‌کند. او در زمینه زیست‌شناسی مولکولی، سلولی و رشد مطالعه می‌کرد و در آزمایشگاه تعاملات مولکولی گیاه-میکروب مشغول به کار بود. بر اساس گزارش‌ها، جیان پیش‌تر در چین نیز روی قارچ Fusarium graminearum تحقیق کرده و برای این پژوهش‌ها از دولت چین بودجه دریافت کرده است. 
دانشگاه میشیگان مجوزهای فدرال لازم برای نگهداری یا کار با این پاتوژن خطرناک را نداشت. این دانشگاه همچنین اعلام کرد که از دولت چین بودجه‌ای برای کار روی این قارچ دریافت نکرده است و با نهادهای مربوطه همکاری کامل برای این پرونده را خواهد داشت.
در حال حاضر، جیان در بازداشت به سر می‌برد و در انتظار جلسه تعیین وثیقه است اما زونیونگ لیو به چین بازگردانده شد.